# Amistad (Texas)
Amistad es un lugar designado por el censo ubicado en el condado de Val Verde en el estado estadounidense de Texas. En el Censo de 2010 tenía una población de 53 habitantes y una densidad poblacional de 13,55 personas por km².

## Geografía
Amistad se encuentra ubicado en las coordenadas 29°31′28″N 101°9′11″O / 29.52444, -101.15306. Según la Oficina del Censo de los Estados Unidos, Amistad tiene una superficie total de 3.91 km², de la cual 3.91 km² corresponden a tierra firme y (0%) 0 km² es agua.

## Demografía
Según el censo de 2010, había 53 personas residiendo en Amistad. La densidad de población era de 13,55 hab./km². De los 53 habitantes, Amistad estaba compuesto por el 86.79% blancos, el 0% eran afroamericanos, el 0% eran amerindios, el 1.89% eran asiáticos, el 0% eran isleños del Pacífico, el 11.32% eran de otras razas y el 0% pertenecían a dos o más razas. Del total de la población el 26.42% eran hispanos o latinos de cualquier raza.